# Mary Stuart Masterson
Mary Stuart Masterson, ameriška gledališka, filmska in televizijska igralka, producentka ter režiserka, * 28. junij 1966, New York, New York, ZDA.
Mary Stuart Masterson je z igranjem pričela že v otroštvu, ko je pri osmih letih poleg svojega očeta, Petra Mastersona, zaigrala manjšo vlogo v filmu Stepfordske ženske (1975). Kasneje je zaslovela kot Rachel Feld v filmu Francisa Forda Coppole, Kamniti vrtovi in kot Lucy Moore, najstniška mama, ki svojega otroka odda v posvojitev, v filmu Družina pri roki (1989) poleg Glenn Close in Jamesa Woodsa. Za svojo upodobitev Lucy Moore je prejela nagrado National Board of Review of Motion Pictures Award v kategoriji za »najboljšo stransko igralko«.
Leta 1991 je upodobila Idgie Threadgoode v filmu Ocvrti zeleni paradižniki poleg Mary-Louise Parker, Kathy Bates in Jessice Tandy.

## Zgodnje življenje
Mary Stuart Masterson se je rodila v New Yorku, kot hči režiserja in scenarista Petra Mastersona in igralke Carlin Glynn. Ima brata Petra Masterson ml. ter sestro Alexandro Masterson, oba pa sta del zabaviščne industrije. Kot najstnica se je Mary Stuart Masterson udeležila iger, ki so jih prirejali v centru Stagedoor Manor Performing Arts Training Center v New Yorku, kjer je nekajkrat zaigrala v gledaliških igrah poleg igralcev, kot sta Robert Downey, Jr. in Jon Cryer. Kasneje se je šolala na šolah v New Yorku, osem mesecev pa je študirala antropologijo na Univerzi v New Yorku.

## Kariera

### Zgodnja kariera
Mary Stuart Masterson se je prvič pojavila v filmu, ko je imela osem let in je zaigrala manjšo vlogo hčerke svojega očeta iz resničnega življenja v filmu Stepfordske ženske (1975). Kasneje je raje, kot da bi začela s svojo kariero kot otroška igralka, nadaljevala z izobraževanjem, čeprav se je pojavila v mnogih šolskih igrah, ki so jih priredili na šoli Dalton School. Leta 1985 se je vrnila k igranju, saj je zaigrala vlogo uporniške srednješolke Danni, ki je dala odpoved v svoji službi, v filmu Katoliški mulci. Poleg Seana Penna in Christopherja Walkena je zaigrala Terry, dekle Brada ml. v filmu At Close Range, ki je temeljil na penisilvanski kriminalni družini, ki jo je med šestdeseti in sedemdeseti vodil Bruce Johnston, st. Kasneje je kot bobnarka Watts zaigrala v najstniški drami Some Kind of Wonderful (1987). Zaradi tega so jo nekajkrat napačno povezali z igralsko skupino Brat Pack. Istega leta jo je Francis Ford Coppola izbral za igranje v filmu Kamniti vrtovi, kjer je upodobila hčer svojih staršev iz resničnega življenja. Leta 1989 je kot Lucy Moore, najstnica, ki svojega prvega otroka odda v posvojitev bogatemu paru (upodobila sta ga Glenn Close in James Woods), zaigrala v filmu Družina pri roki. Za svoje delo v tem filmu je prejela nagrado National Board of Review of Motion Pictures Award v kategoriji za »najboljšo stransko igralko«.

### Devetdeseta
Mary Stuart Masterson je nadaljevala s svojo filmsko in televizijsko kariero tudi čez devetdeseta. Leta 1991 je zaigrala vlogo Idgie Threadgoode v filmu Ocvrti zeleni paradižniki poleg z emmyjem in zlatim globusom nagrajene igralke Mary-Louise Parker ter z oskarjem nagrajenima igralkama Kathy Bates in Jessice Tandy. Film je temeljil na romanu Ocvrti zeleni paradižniki iz Whistle Stopa in je prejel pozitivne ocene. Filmski kritik Roger Ebert je posebej pohvalil igranje Mary Stuart Masterson v tem filmu. V prihodnjem letu je bila povabljena za vodenje oddaje Saturday Night Live. Leta 1993 je poleg Johnnyja Deppa zaigrala v filmu Benny & Joon kot Joon, mentalno neuravnovešena ljubezen lika Johnnyja Deppa. Leta 1994 se je pojavila v filmu Bad Girls, kjer je zaigrala Anito Crown, bivšo prostitutko, ki se pridruži še trem drugim bivšim prostitutkam (zaigrale so jih Madeleine Stowe, Andie MacDowell in Drew Barrymore) na potovanju po starem vzhodu. Leta 1996 je Mary Stuart Masterson poleg Christiana Slaterja zaigrala v romantični drami Postlano z vrtnicami.

### Zdajšnja kariera
Čeprav je Mary Stuart Masterson s svojo filmsko kariero nadaljevala tudi po devetdesetih, se je ta od leta 2000 dalje razširila tudi na televizijo. V letu 2001 je začela producirati tudi lastno televizijsko serijo, Kate Brasher. Serija je prejela povprečne ocene, CBS pa jo je ukinil po komaj šestih epizodah. Leta 2001 je Mary Stuart Masterson zaigrala v z emmyjem in nagrado Peabody Award nagrajeni HBO-jevi biografski drami, Od boga ustvarjeno. Istega leta je začela z gostovalnim igranjem kot Dr. Rebecca Hendrix v filmu Zakon in red: Enota za posebne primere. Nekateri kritiki menijo, da je Mary Stuart Masterson najbolje poznana po tej vlogi.
Mary Stuart Masterson se je pojavila tudi v mnogih Broadwayskih gledaliških igrah, leta 2003 pa je prejela nominacijo za nagrado Tony Award v kategoriji za »najboljšo stransko igralko v muzikalu,« in sicer za svojo upodobitev Maury Yeston v muzikalu Devet, ki ga je režiral David Leveaux.
Mary Stuart Masterson je imela vlogo pripovedovalke v mnogih avdio-knjigah, vključno z »I See You Everywhere« Julie Glass, »Book of the Dead« Patricie Cornwell in »Look Again« Lise Scottoline.

### Kariera režiserke
Leta 2001 je Mary Stuart Masterson pričela s svojo kariero režiserke. Režirala je sceno iz televizijskega filma On the Edge, naslovljeno kot »The Other Side.«
Mary Stuart Masterson je prvič režirala film leta 2007, ko je režirala film The Cake Eaters, ki se je premierno predvajal na filmskih festivalih Ft. Lauderdale International Film Festival in Ashland Independent Film Festival, kjer je bil nagrajen z nagradama v kategoriji za »najboljšo sliko«. V filmu so med drugim igrali Elizabeth Ashley, Jayce Bartok, Bruce Dern, Kristen Stewart, Miriam Shor in Aaron Stanford. O tej potezi je Mary Stuart Masterson v nekem intervjuju dejala: »Ko sem podpisala pogodbo za režiranje tega filma, nisem bila prestrašena, ampak, da, bilo je strašljivo. Stara sem že štirideset let, čeprav o tem ne želimo govoriti. V letu '92 sem napisala svoj prvi scenarij in kasneje naj bi tudi režirala film, posnet po njem, a nazadnje sem morala sprejeti neko drugo igralsko delo, saj traja grozno dolgo, preden posnamemo film.«

## Zasebno življenje
Mary Stuart Masterson se je poročila trikrat. Leta 1990 se je poročila z Georgem Carlom Franciscom. Ločila sta se leta 1992. Leta 2000 se je poročila s filmskim režiserjem Damonom Santostefanom; ločila sta se leta 2004. Od leta 2006 je Mary Stuart Masterson poročena z igralcem Jeremyjem Davidsonom. Oba sta leta 2004 igrala v gledališki igri Mačka na vroči pločevinasti strehi. Mary Stuart Masterson je 11. oktobra 2009 rodila dečka.

## Filmografija
| Filmi            | Filmi                                  | Filmi                  | Filmi                                                              |
| Leto             | Naslov                                 | Vloga                  | Opombe                                                             |
| ---------------- | -------------------------------------- | ---------------------- | ------------------------------------------------------------------ |
| 1975             | Stepfordske ženske                     | Kim Eberhart           |                                                                    |
| 1985             | Katoliški mulci                        | Danni                  |                                                                    |
| 1986             | At Close Range                         | Terry                  |                                                                    |
| 1987             | Some Kind of Wonderful                 | Watts                  |                                                                    |
| 1987             | Kamniti vrtovi                         | Rachel Feld            |                                                                    |
| 1987             | My Little Girl                         | Franny Bettinger       |                                                                    |
| 1988             | Mr. North                              | Elspeth Skeel          |                                                                    |
| 1989             | Chances Are                            | Miranda Jeffries       |                                                                    |
| 1989             | Družina pri roki                       | Lucy Moore             |                                                                    |
| 1990             | Funny About Love                       | Daphne                 |                                                                    |
| 1991             | Ocvrti zeleni paradižniki              | Idgie Threadgoode      |                                                                    |
| 1992             | Mad at the Moon                        | Jenny Hill             |                                                                    |
| 1993             | Married to It                          | Nina Bishop            |                                                                    |
| 1993             | Benny & Joon                           | Juniper »Joon« Pearl   |                                                                    |
| 1994             | Bad Girls                              | Anita Crown            |                                                                    |
| 1994             | Radioland Murders                      | Penny Henderson        |                                                                    |
| 1996             | Ljubezen v cvetju                      | Lisa Walker            |                                                                    |
| 1996             | Heaven's Prisoners                     | Robin Gaddis           |                                                                    |
| 1997             | Dogtown                                | Dorothy Sternen        |                                                                    |
| 1997             | The Postman                            | Hope                   | Nedokončana vloga                                                  |
| 1998             | Rov do Kitajske                        | Gwen Frankovitz        |                                                                    |
| 1999             | The Book of Stars                      | Penny McGuire          |                                                                    |
| 1999             | The Florentine                         | Vikki                  |                                                                    |
| 2002             | West of Here                           | Genevieve Anderson     |                                                                    |
| 2002             | Leo                                    | Brynne                 |                                                                    |
| 2005             | Sestre                                 | Olga Prior             |                                                                    |
| 2005             | Whiskey School                         | G.G.                   |                                                                    |
| 2006             | The Insurgents                         | Režiserka              |                                                                    |
| 2007             | The Cake Eaters                        |                        | Režiserka                                                          |
| Televizija       |                                        |                        |                                                                    |
| Leto             | Naslov                                 | Vloga                  | Opombe                                                             |
| 1980             | Mesto strahu                           | Abby Crawford          | ABC-jev televizijski film                                          |
| 1985             | Love Lives On                          | Susan Wallace          | ABC-jev televizijski film                                          |
| 1986             | Amazing Stories                        | Cynthia Simpson        | Epizoda: »Go to the Head of the Class (Book Two)«                  |
| 1992             | Saturday Night Live                    | Gostiteljica           | Epizoda: »Mary Stuart Masterson/En Vogue«                          |
| 1996             | Lily Dale                              | Lily Dale              | Showtimeov televizijski film                                       |
| 1997             | On the 2nd Day of Christmas            | Patricia »Trish« Tracy | Lifetimeov televizijski film                                       |
| 1999             | Black and Blue                         | Frances Benedetto      | CBS-jev televizijski film                                          |
| 2001             | Kate Brasher                           | Kate Brasher           |                                                                    |
| 2001             | Three Blind Mice                       | Patricia Demming       | CBS-jev televizijski film                                          |
| 2001             | On the Edge                            |                        | Režiserka, scenaristka Del: »On the Other Side«                    |
| 2002             | R.U.S./H.                              | Elaine Burba           | Neprodan CBS-jev televizijski pilot                                |
| 2003             | Gary the Rat                           | Caroline Swanson       | Glasovna vloga Epizoda: »Old Flame«                                |
| 2004             | Blue's Clues                           | Pepelka                | Epizoda: »Love Day«                                                |
| 2004             | Od boga ustvarjeno                     | Dr. Helen Taussig      | HBO-jev Televizijski film                                          |
| 2004, 2005, 2007 | Zakon in red: Enota za posebne primere | Dr. Rebecca Hendrix    | Epizoda: »Deadly Silence«                                          |
| 2006             | Waterfront                             | Heather Centrella      |                                                                    |
| 2009             | Cupid                                  | Mira                   | Epizoda: »Live and Let Spy«                                        |
| 2010             | Mercy                                  |                        | Epizode: »There is No Room For You on My Ass«, »Of Course I'm Not« |

## Nagrade in nominacije
Ashland Independent Film Festival Awards
- 2008: Prejela, »Najboljši dramatični pojav« - The Cake Eaters

DVD Exclusive Awards
- 2001: Nominirana, »Najboljša igralka« - The Book of Stars

Ft. Lauderdale International Film Festival Awards
- 2007: Prejela, »Najboljši ameriški indie« - The Cake Eaters

Lone Star Film & Television Awards
- 1997: Prejela, »Najboljša televizijska igralka« - Lily Dale

MTV Movie Awards
- 1994: Nominirana, »Najboljši duet na ekranu« - Benny and Joon (skupaj z Johnnyjem Deppom)

National Board of Review of Motion Pictures
- 1989: Prejela, »Najboljša stranska igralka« - Družina pri roki

Satellite Awards
- 2005: Nominirana, »Najboljša igralka v stranski vlogi v seriji, miniseriji ali televizijskem filmu« - Od boga ustvarjeno